# Bratčická rozhledna
Bratčická rozhledna je rozhledna nacházející se u silnice mezi obcemi Bratčice a Syrovice v okrese Brno-venkov, na katastru Sobotovic.
Podzemní vodojem s nadzemní šestimetrovou cihlovou budovou byl postaven v roce 2003. Na střechu bylo vyvedeno kovové schodiště s 30 schody, zpřístupňující turistům výstup na jeho vyhlídkovou plošinu. Rozhledna je volně otevřena po celý rok.